# Józef Pilarczyk (metalurg)
Józef Pilarczyk (ur. 21 marca 1909 w Hermanowicach k. Cieszyna, zm. 5 września 1978 w Katowicach) – polski inżynier metalurg, profesor Politechniki Śląskiej.

## Życiorys
Pochodził z rodziny chłopskiej, był synem Pawła i Marii z Ostrożków. W 1928 ukończył gimnazjum matematyczno-przyrodnicze w Cieszynie, następnie studiował na Wydziale Hutniczym Akademii Górniczej w Krakowie, który ukończył w 1933 z dyplomem inżyniera metalurga. Po studiach pracował w zawodzie inżyniera.
W 1945 był jednym z organizatorów Instytutu Spawalnictwa w Gliwicach, z którym związał się zawodowo; pełnił funkcję zastępcy dyrektora ds. naukowych (1945–1958), dyrektora naczelnego (1958–1967), przewodniczącego Rady Naukowej (od 1967 do końca życia).
W 1948 został wykładowcą Politechniki Śląskiej. W latach 1951–1969 kierował Katedrą Spawalnictwa, od 1954 jako docent, następnie profesor nadzwyczajny (1962); w 1972 został profesorem zwyczajnym, w roku akademickim 1968/1969 pełnił funkcję prorektora.
Po wojnie był członkiem kolejno PPS i PZPR; zasiadał w lokalnych władzach partyjnych, był zastępcą członka Komitetu Miejskiego PZPR w Gliwicach i zastępcą członka Komitetu Wojewódzkiego PZPR w Katowicach. 
Był autorem wielu artykułów z zakresu spawalnictwa, które ogłaszał na łamach „Hutnika” i „Przeglądu Spawalnictwa”. Wydał także kilka podręczników i skryptów akademickich, m.in.:
- Kurs spawania elektrycznego w pytaniach i odpowiedziach (w latach 1945–1974 ukazało się 14 wydań),
- Spawanie elektryczne łukowe (1951),
- Poradnik spawalniczy (1962, współautor).

Z małżeństwa z Bronisławą z domu Rakus (1912–2001) miał troje dzieci (Jerzego, Jana i Annę).
Zmarł w Katowicach, pochowany na cmentarzu Parafii Ewangelicko-Augsburskiej w Ustroniu (sektor 1a-10-5).

## Ordery i odznaczenia
- Krzyż Komandorski Orderu Odrodzenia Polski (1967)
- Krzyż Kawalerski Orderu Odrodzenia Polski (1962)
- Medal im. inż. Stanisława Olszewskiego (pośmiertnie, 1987)[2]

## Nagrody
- Nagroda Państwowa III stopnia (zespołowa) za opracowanie technologii i uruchomienie produkcji nowych gatunków elektrod otulonych do lukowego spawania (1952)[3]